# Maruhon
Maruhon (マルホン工業株式会社 Maruhon Kōgyō Kabushikigaisha?) es una empresa de entretenimiento que se especializa en la fabricación de máquinas de pachinko. La compañía tiene su sede en Momoyama, Kasugai, Japón.

## Modelos principales
- Big Porter
- Caravan
- Caster
- CR Bikkuriman 2000 (2006)
- CR High School! Kimengumi (2003)
- CR Kinnikuman (2003)
- CR Segawa Eiko de Gozaimasu (2004)
- CR Umi e Ikō Rakuen Tengoku (2001)
- CR Woody Woodpecker (2004)
- CRE Adventure (2002)
- Fine Play (1994)
- Prism
- Super Fine Play (2002)